# Microctenochira
Microctenochira là một chi bọ cánh cứng trong họ Chrysomelidae.
Chi này được miêu tả khoa học năm 1926 bởi Spaeth.

## Các loài
Các loài trong chi này gồm:
- Microctenochira aciculata (Boheman, 1855)
- Microctenochira brasiliensis Swietojanska & Borowiec, 1999
- Microctenochira chapada Swietojanska & Borowiec, 1995
- Microctenochira danielssoni Borowiec in Swietojanska & Borowiec, 1995
- Microctenochira frieirocostai (Buzzi, 1999)
- Microctenochira jousselini (Boheman, 1855)
- Microctenochira mapiriensis Borowiec, 2002
- Microctenochira obscurata Swietojanska & Borowiec, 1999
- Microctenochira panamensis Swietojanska & Borowiec, 1999